# Гай Калпетан Ранцій Седат
Гай Калпетан Ранцій Седат (лат. Gaius Calpetanus Rantius Sedatus) — римський політичний діяч і сенатор середини I століття.
Седат був прийомним сином Гая Стація Руфа. В 45 році Гай Келпетан займав посаду куратора державного архіву. В 47 році (з березня по квітень) Седат обіймав посаду консула-суффекта разом з Марком Гордеонієм Флакком. Надалі він знаходився на посаді легата-пропретора Далмації.
Прийомним сином Гая Келпетана був консул-суффект 71 року Гай Калпетан Ранцій Квіринал Валерій Фест.